# Lazsko
Lazsko település Csehországban, a Příbrami járásban. Lazsko Milín, Tochovice, Příbram, Lešetice és Ostrov településekkel határos. Lakosainak száma 219 fő (2024. január 1.).

## Népesség
A település lakosságának változását az alábbi diagram mutatja:
| Lakosok száma | 260  | 268  | 226  | 164  | 157  | 157  | 204  | 211  | 215  | 219  |
|               | 1869 | 1890 | 1921 | 1950 | 1980 | 2001 | 2017 | 2019 | 2022 | 2024 |